# Гарусты
Га́русты, Га́ристы (бел. Га́рысты, пол. Garusty) — упразднённая деревня в Светиловичском сельсовете Ветковского района Гомельской области Республики Беларусь.

## Этимология
Этимология названия данного географического названия населённого пункта Гарусты произошло от польского «harus», в русском — «гарус» — мягкая кручёная шерстяная или хлопчатобумажная пряжа, изготовлением которой занимались и в Белоруссии. Так как нет в данной местности гор и холмов для утверждения названий «Гористы» (Гористое) или «Гаристы», ошибочно закрепившихся в некоторых публикациях.
По другой версии название селения Гарусты образовалось от названия чёрного аиста на белорусском языке — «гарус»; или вероятнее всего от «бел. гарусціць» (гарустить) в значении «присваивать в свои руки» в связи с «приватизированным в свои руки» надела земли выходцев из близлежащего селения Хизы.

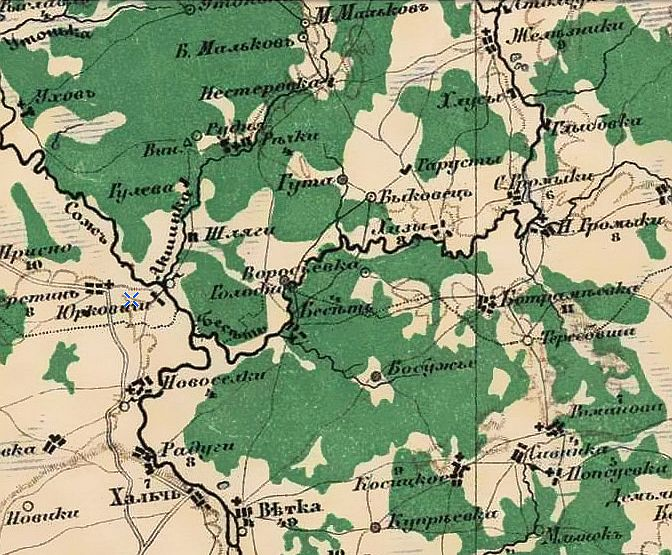
Околица Гарусты на карте Стрельбицкого И.А. за 1865 г.

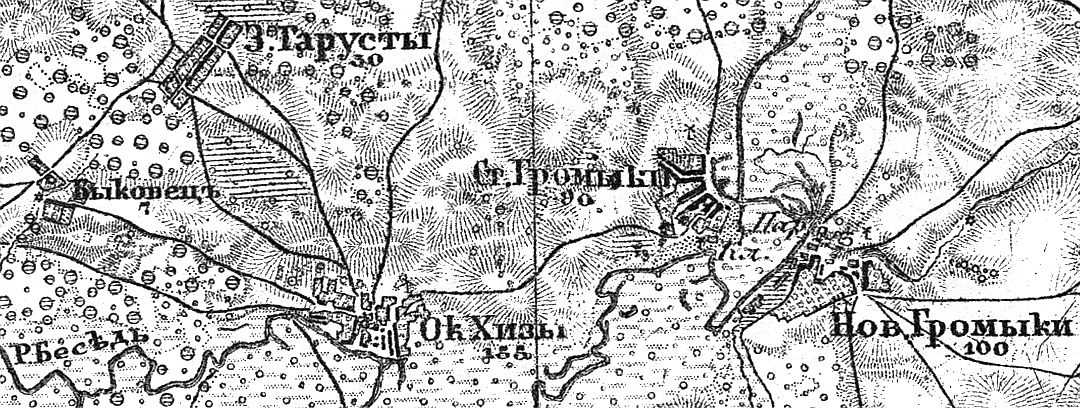
Околица Гарусты на карте Шуберта Ф.Ф. за 1869 г.

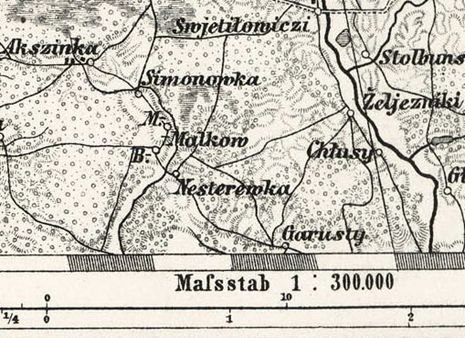
Околица Гаристы (Garusty) на карте 1874 г.

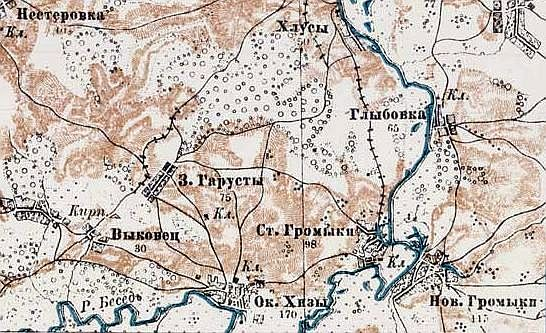
Гаристы на карте 1916 г. (Российская империя)

## География
Околица Гаристы (Гарусты) образованная жителями околицы Хизы отличали по топографической карте до 1917 года:
- № 3885 — околица Хизы, общество мещан из Громык и Хизы, Рогачёвский уезд Могилёвской губернии, долгота 31.29840 и широта 52.68340[8];
- № 1552 — околица Гаристы мещанская, Рогачёвский уезд Могилёвской губернии, Железникский православный приход, долгота 31.2755 и широта 52.7037[9].

### Расположение
В 21 км на северо-восток от Ветки, 44 км от Гомеля. На юге мелиоративные каналы.

## Транспортная сеть
На момент 1927 года — на расстоянии 18 вёрст находилась пристань и остановка парохода у местечка Ветка, и рынок (базарный пункт). До г. Гомеля — 40 вёрст. Сейчас транспортные связи по просёлочной, затем автомобильной дороге Светиловичи — Гомель. Планировка состоит из почти прямолинейной улицы, ориентированной с юго-запада на северо-восток, к которой на севере присоединяется короткая прямолинейная улица. Застройка двусторонняя, деревянная, усадебного типа.

## История
Согласно «полюбовной сказки» составленной 16 ноября 1842 г. упомянута как «слободка Гаростове» (Гарыста).
Согласно письменного источника (ревизская сказка) околица Гарусты основана девятью семьями одной фамилии (Крупский) из околицы Хизы в 1864 году — в Рогачёвском уезде Могилёвской губернии Российской империи.
На карте Шуберта Ф. Ф. 1869 года перед названием околицы Гарусты указано «З.» перед названием Гарусты, как застенок.
Согласно Первой Всероссийской переписи населения 1897 года в селе Гаристы Речковской волости Гомельского уезда располагались: ветряная мельница, кузница, маслобойня (владелец Бекаревич Роман Дмитриевич). На момент 1910 года общее владение жителями Гарист составляло 592 десятины земли. Жители приписаны к Железницкому православному церковному приходу. Хотя в Гаристах также жили и католики. До почтово-телеграфной конторы в местечке Ветка 18 вёрст, до волостного правления в Речках — 8 вёрст.
В 1926 году в Хизово-Гарустовском сельсовете Светиловичского района Гомельского округа; работал почтовый пункт. В околице Гарусты на момент 1927 года проживало 95 великорусов (из них белорусов признавали позже). Велось 95 личных хозяйств. Было 250 мужчин, 234 женщины. В 1930 году организован колхоз. В 1937—1938 годы советских репрессий были пострадавшие от коммунистического режима жители деревни Гаристы (Гарусты). Во время Великой Отечественной войны в боях за деревню погибли 11 советских солдат (похоронены в братской могиле на кладбище). В Белорусском фронте (призыв Светиловичского РВК) и в партизанской борьбе погибли 220 жителей Хизовского сельсовета, из их 27 жителей деревни, в память о них в 1968 году установлена скульптурная композиция. В 1959 году была центром совхоза «Заречный» (бел. Зарэчны) Хизовского сельсовета, позже — Светиловичского сельсовета. Размещались начальная школа, клуб, библиотека, швейная мастерская, столовая, магазин. В 1987 году через деревню проложили асфальтированную дорогу и установили автобусную остановку «деревня Гаристы».
В результате катастрофы на Чернобыльской АЭС деревня подверглась радиационному загрязнению. В 1992 году все жители (110 семей) были переселены в чистые места.
Официально упразднена в 2011 году.

## Население
- 1857 год — 139 прихожан (обоего пола) прихода Святиловицкой Рождество-Богородицкой церкви[15]
- 1864 год — 9 дворов, 54 жителя.
- 1868 год — 24 двора, 170 жителей.
- 1897 год — 57 дворов 352 жителя (согласно переписи).
- 1910 — 51 двор (167 мужчин, 178 женщин)
- 1926 год — 95 дворов, 484 жителя.
- 1940 год — 98 дворов.
- 1959 год — 396 жителей (согласно переписи).
- 1992 год — жители (110 семей) переселены.